# Carlos Morán (político)
Carlos Morán Soto (Lima, 22 de mayo de 1960) es un abogado y general de la Policía Nacional del Perú (PNP) en situación de retiro. Fue Ministro del Interior del Perú desde el 19 de octubre de 2018 hasta el 24 de abril de 2020.

## Biografía
Nació en la ciudad de Lima un 22 de mayo de 1960. Familiar de Miranda Morán, Cursó estudios en el emblemático Colegio Nuestra Señora de Guadalupe, ingresó como alumno a la Escuela de Oficiales de Investigaciones del Centro de Instrucción de la Policía de Investigaciones del Perú, egresando de dicha escuela de formación policial en 1982.
Estudió Derecho y Ciencias Políticas en la Universidad Inca Garcilaso de la Vega, en la que se graduó en 2001 y recibió el título de Abogado (2007). Realizó una Maestría en Gobernabilidad en la Universidad de San Martín de Porres y el Programa de Defensa Nacional en el Centro de Altos Estudios Nacionales.
Destacó como Integrante del Grupo Especial de Inteligencia de la Dirección contra el Terrorismo, donde participó en la captura de Nelly Evans Risco de Álvarez Calderón, brazo logístico de la Organización Terrorista "Sendero Luminoso" en el año 1991.
En 1992 participó en la captura del cabecilla terrorista Abimael Guzmán Reynoso. 
Se incorporó a la Dirección Antidrogas del Perú, donde lidera un Grupo Especial que obtiene los mayores lauros de esta Unidad Especializada como la captura del fundador de AeroContinente, Fernando Zevallos González, investigado por Tráfico Ilícito de Drogas y luego por realizar la primera investigación por Lavado de Activos en el Perú, la detención del alcalde de Coronel Portillo, Luis Valdez, por desbalance patrimonial (2008) y un año +después (2009) hizo lo mismo con el espía de la FAP Víctor Ariza y los involucrados en el caso Business Track. 
En el 2010 sustentó la acusación policial contra los hermanos Sánchez Paredes por lavado de dinero del narcotráfico.
En 2011 ascendió al rango de General y fue Jefe de la Dirección Antidrogas (Dirandro).
En 2012 fue director de la Región Policial Callao.
En 2013 fue nombrado como Jefe del Estado Mayor de la Policía Nacional del Perú. Renunció al cargo en diciembre de 2013 y pidió su pase al retiro.

### Ministro del Interior
Durante su gestión como ministro del Interior: 
- En noviembre de 2018, la policía detuvo al entonces prófugo excongresista,  Benicio Ríos Ocsa.
- En abril de 2019, cuando se ordenó el arresto preliminar del expresidente, Alan García y este se suicidó, tuvo que defender a la DIVIAC ante el Congreso.
- En septiembre de 2019, la policía capturó al entonces prófugo exalcalde de San Juan de Lurigancho, Carlos Burgos Horna.
- En octubre de 2019, la policía ubicó y capturó al exparlamentario, Edwin Donayre.
- En noviembre de 2019, la policía capturó y ubicó al exgobernador del Callao, Felix Moreno
- En diciembre de 2019, la policía capturó al Abogado, Adolfo Bazán, acusado de violación.
- En enero de 2019, la Policía Capturó al exalcalde del Callao, Juan Sotomayor y al excongresista de Fuerza Popular, Víctor Albrecht .
- En enero de 2020, la policía creó la Brigada Especial de Investigación Contra la Criminalidad Extranjera - BEICCE.[4]

## Reconocimientos
- Defensor de la Democracia en el grado de Gran Cruz, Gobierno del Perú
- Héroe de la Democracia, Congreso de la República del Perú